# Омут Памяти
Омут Памяти (англ. Pensieve) — вымышленный предмет из серии книг про Гарри Поттера, использующийся для хранения и просмотра мыслей.
Омут Памяти — это неглубокий каменный сосуд, по краю которого вырезаны руны.
Содержимое сосуда напоминает серебристую жидкость или газ, от него исходит яркое свечение. На поверхности сосуда есть руны.
Омут Памяти может сохранять в себе человеческие мысли и воспоминания, и любой человек может впоследствии просмотреть мысли владельца Омута.
Чтобы достать мысль или воспоминание, волшебник дотрагивается до своего виска кончиком волшебной палочки, достает оттуда свою мысль, которая выглядит как серебряная нить, и переносит её в Омут.
Просмотреть воспоминания можно двумя способами: либо погрузить голову в Омут и видеть всё так, будто находишься внутри воспоминания, либо наблюдать его на поверхности Омута и вызывать из него образы при помощи волшебной палочки.

## Роль в книгах
Исследователи отмечают сакральную важность Омута и связь его с кельтской мифологией как символического котла вдохновения.
В книге «Гарри Поттер и Кубок огня» Гарри обнаруживает Омут памяти в кабинете Дамблдора, заглядывает в него и видит воспоминания директора об этапах суда над Пожирателями смерти.
В книге «Гарри Поттер и Орден Феникса» профессор Снегг использует Омут памяти, чтобы переместить туда свои воспоминания перед занятиями по окклюменции с Гарри Поттером.
В книге «Гарри Поттер и Принц-полукровка» профессор Дамблдор при помощи Омута памяти показывает Гарри различные события из прошлого, имеющие отношение к Тому Реддлу.
В книге «Гарри Поттер и Дары Смерти» Гарри просматривает воспоминания Северуса Снегга, и в результате понимает, что Снегг оставался верен Альбусу Дамблдору.